# Sasang-gu
Sasang-gu (koreanska: 사상구) är ett av de 15 stadsdistrikten (gu) i staden Busan i sydöstra Sydkorea, 300 km sydost om huvudstaden Seoul.

## Administrativ indelning
Sasang-gu består av 12 stadsdelar (dong).

- Deokpo 1-dong
- Deokpo 2-dong
- Eomgung-dong
- Gamjeon-dong
- Gwaebeop-dong
- Hakjang-dong
- Jurye 1-dong
- Jurye 2-dong
- Jurye 3-dong
- Mora 1-dong
- Mora 3-dong
- Samnak-dong